# Alexander Willberg
Alexander Willberg (* 1955 in Köln) ist ein deutscher Fluglehrer und Autor mehrerer Bücher über den Segelflugsport.

## Werdegang
Alexander Willberg ist diplomierter Sozialpädagoge (Abschluss 1981 in Köln) und war zwischen 1996 und Mitte 2020 Geschäftsführer eines sozialen kommunalen Sozialunternehmens in Schleswig-Holstein. In Köln studierte er neben Sozialpädagogik begleitend Kunst mit dem Schwerpunkt Grafik und Karikatur. Einige Jahre war er als hauptamtlicher Fluglehrer an unterschiedlichen Flugschulen in Deutschland beschäftigt.
Wesentlich ist er für die Errichtung der Jugendbildungsstätte Ratzeburg (JuBi) verantwortlich, in der benachteiligte junge Menschen unter anderem ältere Segelflugzeuge überholen und reparieren. Unter seiner Leitung wurde das Segelflugzeug Focke-Wulf Kranich III mit dem Kennzeichen D-2011 in Schleswig-Holstein unter Denkmalschutz gestellt.
Seit September 1997 ist er als Vorsitzender Nachfolger von Gerd Allerdissen im Bundesausschuss Historie und Technik (ehemals Kultur) beim Deutschen Aero Club e.V. Die Charta von Braunschweig bildet die Arbeitsgrundlage. Der Bundesausschuss kümmert sich in erster Linie um die Aufnahme von wegweisenden Flugzeugkonstruktionen als bewegliche technische Denkmäler. Zugleich kümmert er sich um die Erhaltung des historischen Handwerks Holzflugzeugbau. Besonderes Anliegen ist der Aufbau einer Bildungsstätte zur Erhaltung des Handwerks verbunden mit einem technischen Museum fliegender historischer Konstruktionen.

## Publikationen
- Segelfliegen für Anfänger, Motorbuchverlag, Stuttgart 1996, überarbeitet, neue Zeichnungen 2000, 2014 und 2022, ISBN 978-3-613-04459-3
- Segelflugplätze in Deutschland, Motorbuchverlag, Stuttgart 2000, ISBN 978-3-613-02007-8
- Herausgeber Wirtschaftslexikon, Gabler, Wiesbaden 2006
- Die berühmtesten Segelflugzeuge der Welt, Motorbuchverlag, Stuttgart 2009, ISBN 978-3-613-02999-6, Neuauflage 2023, ISBN 978-3-613-04569-9
- Typenkompass Deutsche Segelflugzeuge, Motorbuchverlag, Stuttgart 2014, ISBN 978-3-613-03221-7
- Akaflieg, Die berühmtesten Flugzeuge der akademischen Fliegergruppen, Motorbuchverlag, Stuttgart 2021, ISBN 978-3-613-04250-6

### Artikel
- Aerokurier 10/2018, 5/2019, 6/2019, 7/2019, 10/2022